# クヌート2世 (スウェーデン王)
クヌート2世長身王（スウェーデン語:Knut Långe till Sko、生年不詳 - 1234年）は、スウェーデン王（在位: 1229年 - 1234年）。

## 出自
本名はクヌート・ホルムイェルソン（Knut Holmgersson）。彼の父ホルムイェルはクヌート1世の甥とされる。これが正しければ、クヌート2世はエリク9世（聖王）の曾孫にあたり、父ホルムイェルはエリク9世の末子フィリップ・エリクソンの子となる。

## 生涯
クヌート2世は教会勢力や王権の縮小を望むフォルクング家と同盟関係にあった。
1222年から、クヌートはフォルクング家のウルフ・フォースとともに、幼王エリク11世の摂政の一人だった。しかし、1229年にクーデターを起こしてセーデルマンランド地方におけるオルストラの戦いに勝利したクヌートは、エリク11世を追放して王位を簒奪し、1231年にクヌート2世として即位した。しかしその在位は短く、1234年に死去した。その後、エリク11世が帰還して復位した。

## 家族
妻ヘレナの家柄や死期については様々な説が述べられている。一説には、彼女はヤールのフォルケ・ビルイェルソンの娘で、1227年に死んだとされる。息子はホルムイェルとフィリップの2人がいたが、共にビルイェル・ヤールとの戦いの中でそれぞれ1248年、1251年に死亡している。